# Borja Sarasola
Borja Sarasola Jáudenes (Madrid, 21 de agosto de 1976). Fue diputado de la Asamblea de Madrid entre 2003 y 2015. Además, durante el Gobierno de Ignacio González fue consejero de Medio Ambiente y Ordenación del Territorio. Y en funciones, consejero Transportes, Infraestructuras y Vivienda de la Comunidad de Madrid.
Anteriormente fue viceconsejero de Asuntos Generales de la Vicepresidencia de la Comunidad de Madrid.

## Biografía
Abogado, Doctor en Derecho, Especialista en Derechos Humanos por la UCM. Posee el Máster Executive MBA del Instituto de Empresa así como el máster de Liderazgo en la Gestión Pública del IESE.

### Actividad Política
Comenzó su carrera política desde joven en las Nuevas Generaciones del Distrito de Salamanca, de las que llegó a ser Presidente y Vocal Vecino en la Junta Municipal del mismo distrito. Para después ser Diputado de la Asamblea de Madrid desde 2003, en junio de 2011 fue nombrado viceconsejero de Asuntos Generales de la Vicepresidencia del Gobierno de la Comunidad de Madrid. El 29 de septiembre de 2012 fue nombrado Consejero de Medio Ambiente y Ordenación del Territorio por el nuevo presidente, Ignacio González
Sarasola ha sido también coordinador de Comisiones del Grupo Parlamentario Popular y portavoz de Vigilancia de las Contrataciones en la Asamblea de Madrid. Además, entre 2007 y 2011 fue secretario general técnico de la Vicepresidencia de la Comunidad de Madrid.
El 15 de junio de 2015, es nombrado Consejero de Transportes, Infraestructuras y Vivienda en funciones, tras la vacante por la salida de Pablo Cavero, que tomó acta de concejal en el Ayuntamiento de Madrid.
El 2 de julio de 2015, deja su acta como Diputado de la Asamblea de Madrid, para ejercer la Abogacía en el ámbito privado.